# Jean Étienne Championnet

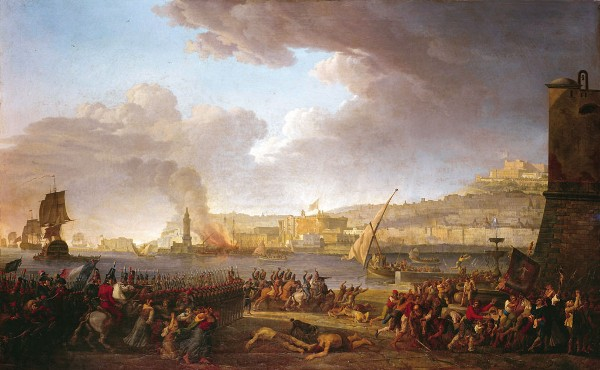
Entrata dei francesi a Napoli, 21 gennaio 1799

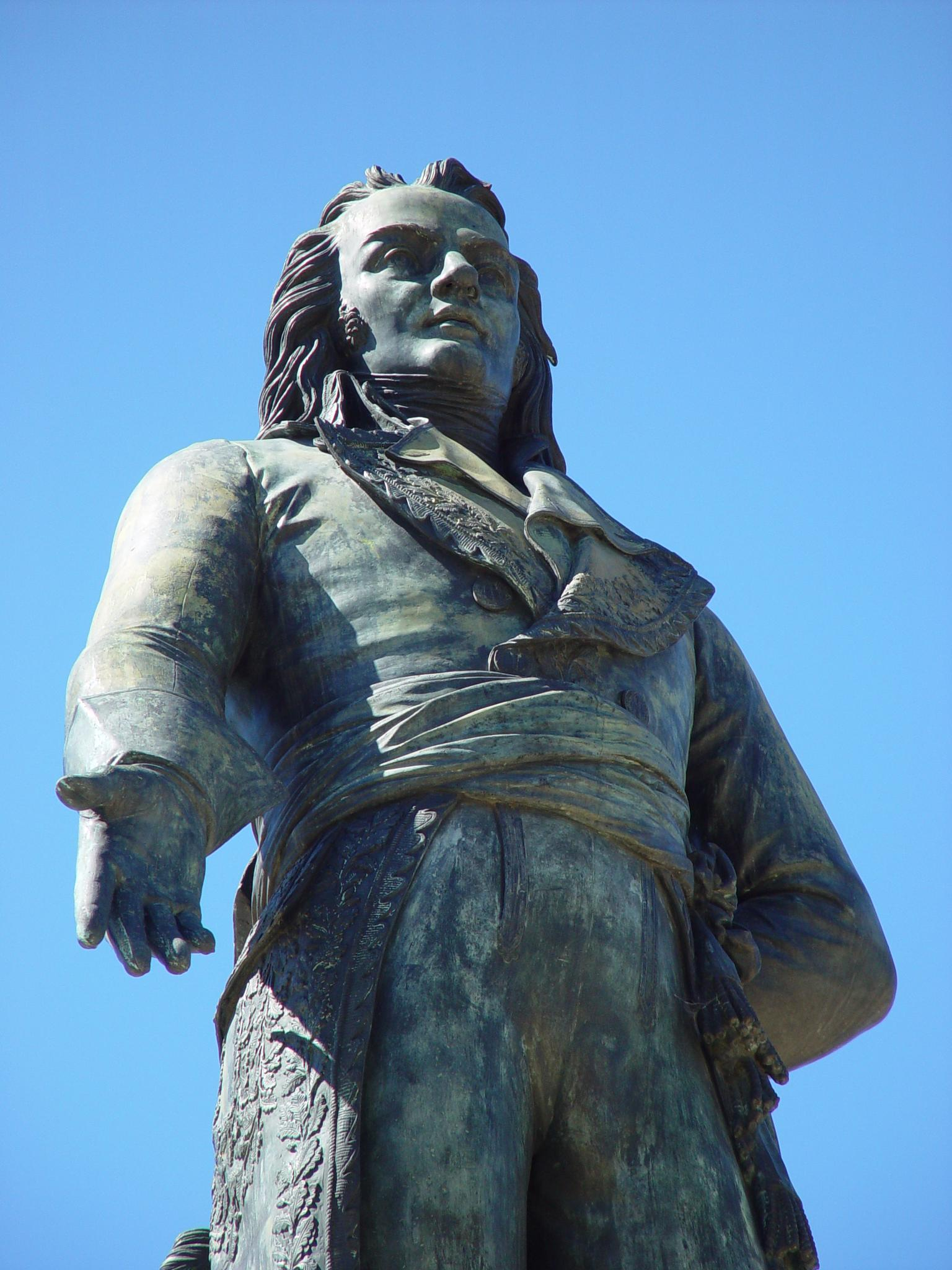
Statua a Championnet nel Champ de Mars a Valence

Jean Antoine Étienne Vachier detto Championnet (Valence, 13 aprile 1762 – Antibes, 9 gennaio 1800) è stato un generale francese, protagonista in Italia della difesa della Repubblica Romana e della nascita di quella napoletana.

## Biografia
Figlio naturale di un avvocato, si arruolò giovanissimo per combattere nel grande assedio di Gibilterra. Successivamente si mise in luce durante la Rivoluzione francese, divenendo comandante di un battaglione di volontari dell'Isère. Nel maggio 1793 fu incaricato di vincere i tumulti scoppiati nella regione dello Giura, riuscendovi senza spargimenti di sangue. Come comandante di brigata in quegli anni prese parte, agli ordini del generale Jean-Charles Pichegru, alla campagna del Reno, combattendo a Wissembourg e nel Palatinato, e meritando aperti riconoscimenti da parte di Lazare Hoche.
In occasione della Battaglia di Fleurus si segnalò per l'abilità dimostrata combattendo al centro dello schieramento e la sua tenacia fu decisiva alla vittoria di Jean-Baptiste Jourdan. Questo gli meritò, nelle campagne successive, il comando dell'ala sinistra delle armate francesi sul Reno tra Neuwied e Düsseldorf con il quale assolse egregiamente i suoi compiti in tutte le spedizioni, sia vittoriose che no, verso il Lahn e il Meno.
Nel 1798 Championnet fu nominato comandante in capo dell'Armata di Roma che doveva proteggere la giovane Repubblica Romana contro le minacce del Regno di Napoli e della flotta britannica. Sebbene la sua armata fosse costituita nominalmente da 32.000 uomini, in realtà non contava più di 8.000 effettivi, ciascuno dei quali non aveva più di 15 caricatori di munizioni a disposizione. Il generale austriaco Karl Mack von Leiberich, suo avversario diretto, aveva, invece, truppe meglio armate e dieci volte superiori. Nonostante ciò Championnet gestì così abilmente le sue forze che sconfisse l'esercito napoletano alla battaglia di Civita Castellana il 5 dicembre 1798, nove giorni dopo riconquistò la città di Roma, precipitosamente abbandonata da Ferdinando IV di Borbone, ripristinandovi la repubblica. Invaso il Regno di Napoli riuscì a stipulare a Sparanise l'11 gennaio 1799 un vantaggioso armistizio con il vicario del re Francesco Pignatelli ma non essendo state rispettate le condizioni poste il 23 gennaio 1799 conquistò la stessa Napoli.
Trovatosi così alla testa di un intero regno consentì la formazione della Repubblica nel (1799), peraltro mai riconosciuta dal governo francese, che anzi inviò suoi rappresentanti a spogliare il regno. La sua aperta intolleranza verso ogni opposizione lo portò ben presto a scontrarsi con costoro tanto da cadere in disgrazia ed essere richiamato in patria (e perfino tratto in arresto il 24 febbraio 1799) e sostituito dal collega MacDonald.

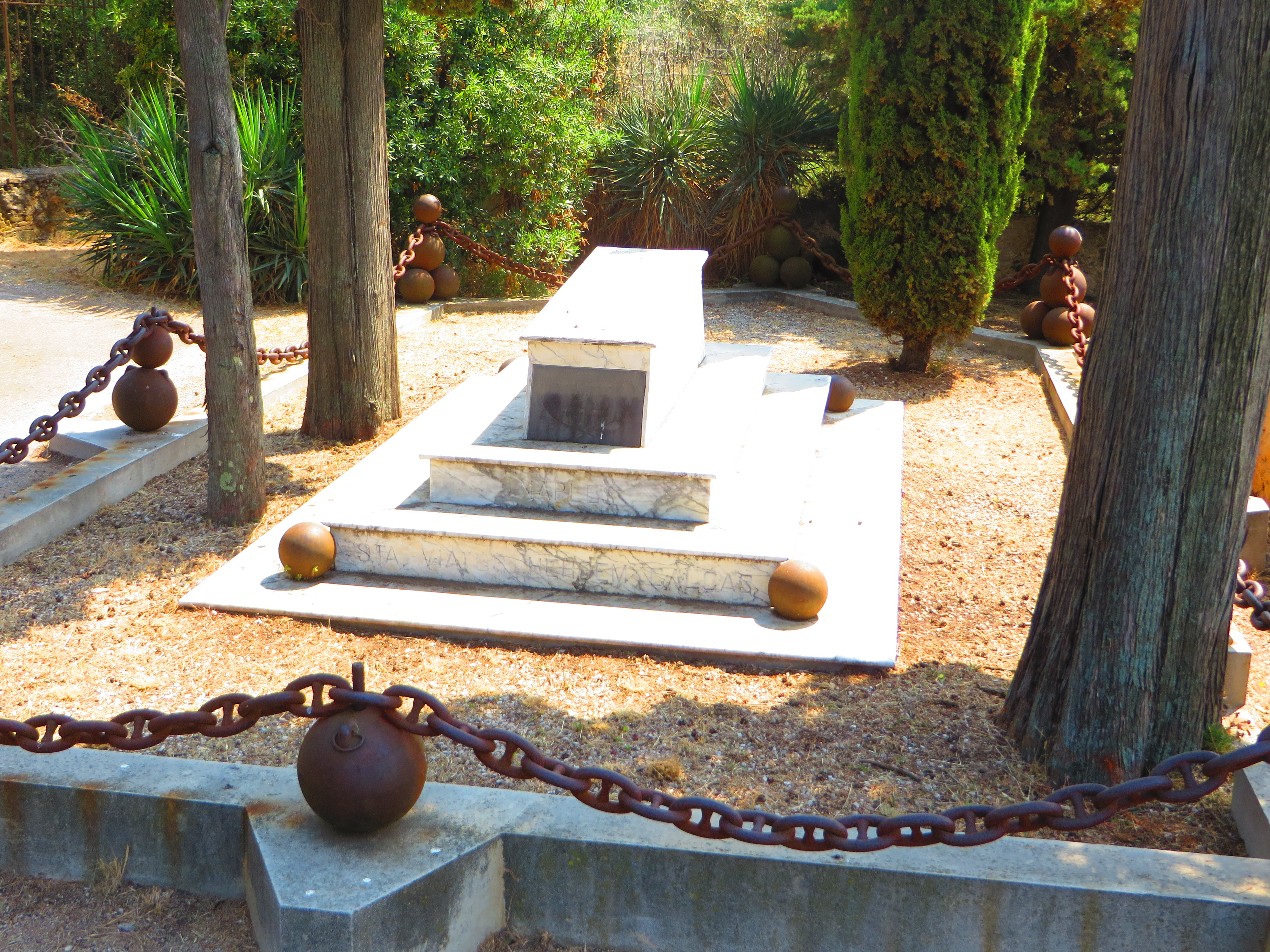
La tomba del generale Championnet ad Antibes

L'anno dopo era di nuovo comandante in capo dell'Armata delle Alpi, un'altra armata esistente solo sulla carta, che riuscì a creare dal nulla ed a portare in battaglia in soli tre mesi. Tuttavia le sue truppe furono decimate da un'epidemia di tifo esantematico e Championnet fu sconfitto a Genola il 4 novembre 1799 dagli austro-russi. Colpito anche lui dall'epidemia che aveva falcidiato le sue truppe, morì pochi mesi dopo. La sua salma fu inumata nel Fort Carré, ad Antibes.
In suo onore nel 1848 è stata eretta una statua a Valence, sua città natale.
La figura del generale Championnet è legata al Carnevale storico di Frosinone e in particolare alla Festa della Radeca, durante la quale un fantoccio raffigurante il generale viene portato in giro per le strade della città e infine dato alla fiamme.